# Hundested
Hundested é um município da Dinamarca, localizado na região oriental, no condado de Frederiksborg.
O município tem uma área de 32 km² e uma  população de 9 765 habitantes, segundo o censo de 2004.